# London Crusade (1954)

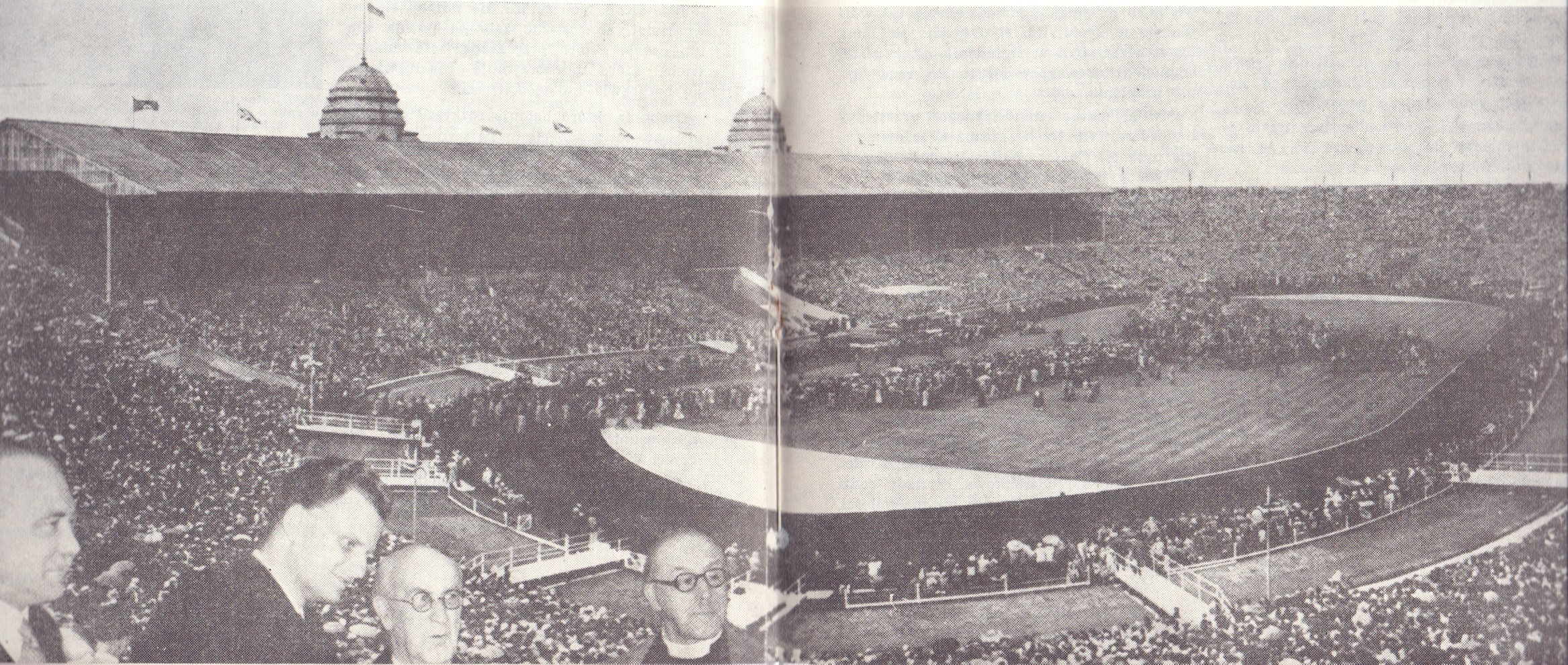
Ostatni dzień krucjaty, Wembley

London Crusade – pierwsza wielka kampania ewangelizacyjna Billy’ego Grahama przeprowadzona poza granicami Stanów Zjednoczonych. Miała miejsce w Londynie w 1954 i trwała przez 3 miesiące, od 1 marca do 29 maja. Większość spotkań odbyła się na Harringay Arena, jedno spotkanie miało miejsce w Hyde Parku, jedno na stadionie Wembley. Przybyło na nią około 2 milionów ludzi. Jego słuchaczami byli arcybiskup Canterbury Geoffrey Francis Fisher oraz premier Wielkiej Brytanii Winston Churchill.

## Przygotowania
Graham odwiedzał kilkakrotnie Wielką Brytanię w pierwszych latach po zakończeniu II wojny światowej. Wyjazdy te były organizowane przez ruch „Youth for Christ”. Od października 1946 do marca 1947 Graham i jego współpracownik, muzyk Cliff Barrows, głosili w 27 miastach na wyspach brytyjskich, na 360 małych spotkaniach. Działalność ta nie miała jeszcze tego rozmachu i tak masowego charakteru, jakiego nabrała w późniejszych latach służby Grahama. Przygotowania do przeprowadzenia wielkiej krucjaty w Londynie rozpoczęto w 1952 roku. Anglia była już krajem zlaicyzowanym, w którym tylko 10% ludzi uczęszczało do kościoła.
Graham przybył na zaproszenie Brytyjskiego Aliansu Ewangelikalnego, który był też jednym ze sponsorów krucjaty. Zaproszenie wystosowano w marcu 1952 roku. Przedstawiciele Kościoła anglikańskiego oraz prezbiterian odmówili uczestnictwa. Grahama porównywano z gwiazdami kina, nazywano go hollywoodzką wersją Jana Chrzciciela . Ponadto, na początku lat 50. w Wielkiej Brytanii panowała wielka podejrzliwość wobec Ameryki oraz niechęć do amerykańskiego stylu głoszenia ewangelii.
Niechętną była również prasa. Daily Mirror przywitał go jako niemile widziany amerykański eksport. William Conner, felietonista z Daily Mirror podpisujący się pod pseudonimem „Cassandra”, informował swoich czytelników, że Graham będzie uczył, „co mamy myśleć i w co mamy wierzyć”. Zarzucano Grahamowi, że jego wierzenia są przestarzałe o 50 lat i głosi cyrkową Ewangelię. 
Jeden z biskupów anglikańskich powiedział, że Graham wróci do Stanów jak zbity pies. Nawet jego zwolennicy byli zaniepokojeni i namawiali go by zrobił przedtem krótki test w Anglii. Graham odmówił, mówiąc, że Bóg nie potrzebuje testów pilotażowych. 22 lutego członek Partii Pracy ogłosił w parlamencie, że amerykański ewangelista przyjeżdża, by pod płaszczykiem religii ingerować w brytyjską politykę. Hannen Swaffer, felietonista z Daily Herald, znalazł kalendarz modlitewny przygotowany przez stowarzyszenie Grahama, który przestrzegał przed niebezpieczeństwem sekularyzacji, gdy tymczasem cytująca go broszura krucjatowa przestrzegała przed niebezpieczeństwem socjalizmu. Zostało to zinterpretowane jako atak w Partię Pracy i 14 milionów jej zwolenników. Londyńskie media domagały się przeprosin. Graham tłumaczył, że jest to rezultat błędu drukarskiego, chodziło o „secularism” nie „socialism”.

## Przebieg

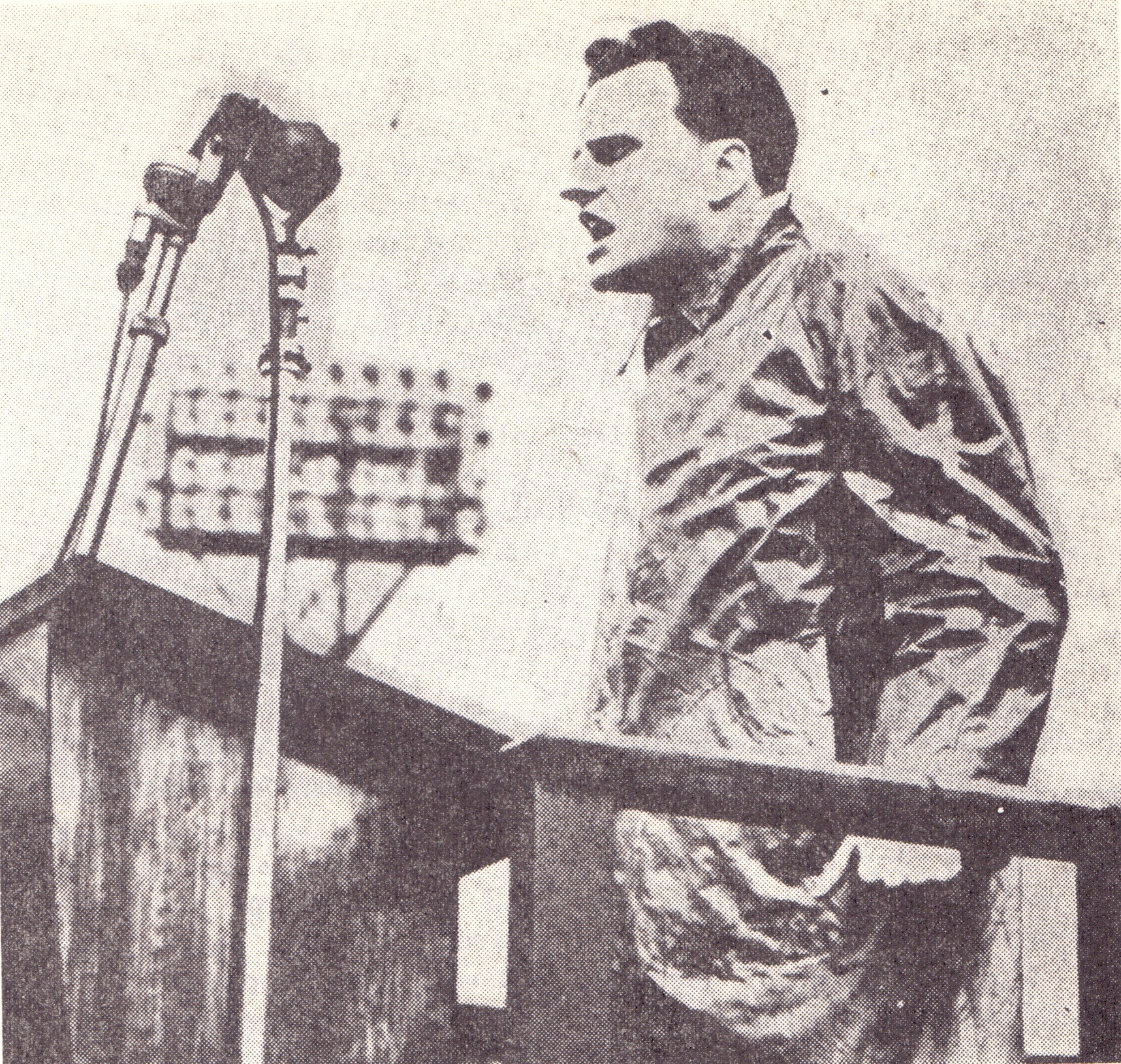
Podczas zgromadzenia w Londynie

Gdy Graham przybył na Waterloo Station na jego powitanie zgromadził się największy tłum od roku 1924. Najpierw jednak otoczyli go reporterzy, których interesował polityczny cel wizyty. Oświadczył im w zdenerwowaniu, że wierzy, iż przybywa w celu ożywienia Anglii. Cały następny dzień był zdenerwowany i spędził go na modlitwie. Na pierwsze spotkanie przybyło na Harringay Arena zaledwie 2 tysiące ludzi (arena mieściła 11 400 osób) i 200-300 dziennikarzy. Graham był załamany. Jednak na drugim spotkaniu nie było już wolnych miejsc w arenie i każdego wieczoru gromadziło się zwykle ponad 12 tysięcy ludzi. W sobotni wieczór pierwszego tygodnia 30-35 tysięcy ludzi stało na zewnątrz. Odtąd w każdy weekend organizowano dwa spotkania.
Początkowe negatywne nastawienie przerodziło się nagle w entuzjastyczne zainteresowanie. Zaczęły nagle ściągać tłumy, pomimo niesprzyjających warunków pogodowych. Przychylną stała się prasa, sceptycyzm i niechęć ze strony przywódców kościołów zmieniły się w bardziej przychylne nastawienie (tak było w przypadku arcybiskupa Canterbury, ale nie w przypadku arcybiskupa Yorku). Po wystąpieniu Grahama w BBC krucjatą zainteresowała się prasa francuska, włoska oraz innych krajów europejskich. Agencja Associated Press wysyłała dwa reportaże dziennie, a Eugene Patterson został wyznaczony przez United Press International do pisania reportaży o krucjacie.
Od 30 marca krucjata była transmitowana za wykorzystaniem linii telefonicznych, skonstruowanymi podczas II wojny światowej i mogła być słuchana w Glasgow i innych miejscach Wielkiej Brytanii. Audytorium Grahama wzrosło do 400 tysięcy ludzi zgromadzonych w publicznych salach oraz teatrach. 
16 kwietnia odbyło się specjalne spotkanie w Hyde Parku, gdzie według szacunków policji zgromadziło się ponad 40 tysięcy ludzi. W chwili gdy dwa samoloty uczyniły znak krzyża na niebie Graham wypowiedział słowa: „God forbid that I should glory, save in the cross of our Lord Jesus Christ” (Niech mnie Bóg uchowa, abym miał się chlubić z czego innego, jak tylko z krzyża Pana naszego Jezusa Chrystusa).
22 maja podczas ostatniego spotkania na stadionie Wembley zgromadziło się 120 tysięcy ludzi, a 67 tysięcy w pobliskim White City Stadium . Jednym ze słuchaczy był arcybiskup Canterbury Geoffrey Francis Fisher. Tego wieczoru londyńska popołudniówka Evening News poświęciła całe wydanie Billy'emu Grahamowi. 
Winston Churchill dwukrotnie przybył na spotkanie do Harringay Arena. Przed końcem krucjaty powiadomił Grahama, że chce się z nim spotkać. Spotkanie odbyło się 24 maja i trwało około 40 minut. Churchill powiedział do Grahama: „Ja nie widzę innej nadziei na przyszłość z wyjątkiem tej nadziei, o której mówisz, młody człowieku. Musimy wrócić do Boga”. Według Grahama Churchill podczas rozmowy dziewięciokrotnie odwołał się do braku nadziei. Graham spotkał się także z głównodowodzącym brytyjskiej marynarki wojennej. Spotkał się też w pubie „Głowa Jana Chrzciciela” z dziennikarzem Williamem Connerem, podpisującym się pseudonimem „Cassandra”. 

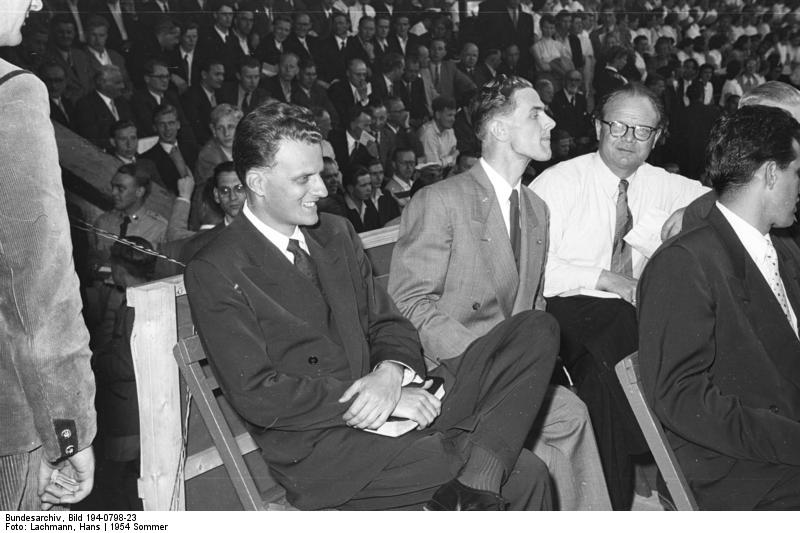
Graham w Düsseldorfie

Przed odjazdem Graham w ostatnich swych słowach do Brytyjczyków powiedział, by kontynuowali to, co Bóg rozpoczął w ich kraju. 
Koszta krucjaty wyniosły 400 tysięcy funtów, ponad połowę tej sumy sfinansowało BGEA. Podczas trwania kampanii wszyscy członkowie zespołu Grahama otrzymali tylko połowę normalnej pensji (z Grahamem włącznie).
Pomimo fizycznego wyczerpania – Graham stracił ponad 7 kilogramów – udał się z Londynu w podróż po Europie, do Amsterdamu, Frankfurtu, Düsseldorfu, Berlina, Kopenhagi, Paryża, Sztokholmu i Helsinek. W Amsterdamie 22 czerwca przemawiał do 40 tysięcy ludzi, 27 czerwca w Berlinie przemawiał do 100 tysięcy ludzi.

## Następstwa krucjaty
W Londynie w ciągu trzech miesięcy słuchało go około 2 milionów ludzi, 40 tysięcy ludzi nawróciło się i wyznało wiarę w Chrystusa. Sukces w Londynie miał wielkie znaczenie dla Grahama, ponieważ zorientował się, że jego przesłanie jest skuteczne również poza granicami Stanów Zjednoczonych. Przed Londynem Graham nie miał także odwagi by porywać się na takie amerykańskie miasta jak Nowy Jork, Chicago i Filadelfia. Teraz uwierzył, że skoro udało się w Londynie, uda się w każdym innym miejscu. Jednak według badań Stanleya High, dziennikarza Reader’s Digest, aż 72% spośród nawróconych było już przedtem zaangażowanych religijnie. Graham zjednoczył protestanckie kościoły w modlitwie oraz w ewangelizacyjnej współpracy, jakkolwiek nie pod względem doktrynalnym. Jednak zdaniem Pollocka, biografa Grahama, gdyby Graham został w Wielkiej Brytanii tak długo, jak Moody w 1874-1875 wypracowałby większą jedność.
Pod koniec 1954 roku BGEA utworzyło swoje biuro w Londynie. Zimą 1954-1955, z inspiracji Billy’ego Grahama, powstały dwa filmy, pierwszy London Crusade, jest filmem dokumentalnym opowiadającym o krucjacie, drugi Souls in Conflict opowiada historie trzech nawróceń, wśród nich aktorki Joan Winmill.
Głównym beneficjentem krucjaty był Kościół Anglikański. Według Roberta Fermiego, studenci Oak Hill Theological College pytani w jaki sposób stali się chrześcijanami, każdego roku przez 12 kolejnych lat po krucjacie najczęściej powtarzaną odpowiedzią było Harringay. Według Grahama, gdy przybył do Londynu w 1966, pewnego wieczoru usiadło na podium 52 anglikańskich duchownych, którzy nawrócili się dwanaście lat wcześniej w Harringay Arena. Na krucjacie skorzystali też metodyści i baptyści. W latach 1954–1955 liczba chrztów w baptystycznych kościołach wynosiła około 5000 rocznie, natomiast w latach 1956-1957 wzrosła do około 7000 rocznie, po czym wróciła do poprzednich wartości, a liczba członków w owym okresie nie uległa zauważalnej zmianie. W wyniku działalności Grahama w Wielkiej Brytanii umocniło się ewangelikalne skrzydło w Kościele Anglikańskim.
Ewangelikalne kościoły były jednak rozczarowane krucjatą. W 1963 roku, gdy Maurice Robinson w imieniu BGEA zwrócił się do Aliansu Ewangelikalnego z propozycją zorganizowania kolejnej krucjaty Grahama w W. Brytanii spotkał się z odmową.
W maju 1955 Billy Graham przeprowadził krótką siedmiodniową krucjatę na Wembley Stadium. Nigdy dotąd Graham nie organizował swych krucjat po raz drugi w tym samym mieście. Każdego wieczoru przychodziło 50-60 tysięcy ludzi. Był to czas kampanii wyborczej i brytyjska prasa wykazywała niewielkie zainteresowanie krucjatą. Największym utrudnieniem dla Wembley Crusade była pogoda, w wyniku czego wiele spośród zarezerwowanych miejsc pozostało pustych. Na ostatnim spotkaniu zgromadziło się 80 tysięcy ludzi, co kontrastowało z zakończeniem krucjaty sprzed roku. Pomimo iż ze statystycznego punktu widzenia krucjata nie była porażką, wielu organizatorów było rozczarowanych, ponieważ porównywali ją z tą sprzed roku.

## Oceny
London Daily Mail napisał: „Graham nie jest magikiem, nie jest magnetyczny, ani nie odwołuje się do emocji. Jego moc – a posiada moc – tkwi w jego niezachwianym przekonaniu, że zna prawidłową drogę życia”. Lewicowy i niechętny chrześcijaństwu New Statesman zauważył, że ludzie rozmawiają o religii bez skrępowania, bardziej swobodnie niż przystoi.
Hugh Gough, biskup Barking, na dorocznej konferencji dla anglikańskiego duchowieństwa w styczniu 1955, zauważył: „Jest oczywiste, że jesteśmy świadkami początku innego ewangelikalnego przebudzenia w tym kraju”. Wiosną 1955 G. K. A. Bell, biskup Chichester i ekumeniczny działacz, powiedział dziennikarzowi Stanleyowi Highowi, że Graham oddziałał w sposób trwały na duchowość jego kraju, a Anglia oczekiwała tego. Wielu ludzi z jego diecezji, zarówno kleryków, jak i świeckich zostało podniesionych na duchu przez poselstwo głoszone w „mocy i autorytecie”. Jednak, gdy w maju 1955 Billy Graham zorganizował siedmiodniową krucjatę na Wembley Stadium, nie przybył żaden z „wielkich dygnitarzy” kościoła. Biskup Gough, w 1964 roku, pozytywnie ocenił również krucjatę z Wembley w 1955.
Na początku 1956 roku Michael Ramsey, arcybiskup Yorku, opublikował artykuł w swoim diecezjalnym magazynie zatytułowanym „The menace of fundamentalism”, w którym zarzucił Grahamowi sekciarstwo oraz szerzenie herezji.
Wielu obserwatorów oceniło, że od czasów Moody'ego w XIX wieku, a może i od czasów Wesleya nie było takiego przebudzenia w Anglii. Graham swój sukces zinterpretował jako rezultat duchowego głodu w Wielkiej Brytanii, który prawdopodobnie nie został rozpoznany przez przywódców kościelnych. Przybycie Billy’ego Grahama do Anglii otworzyło nowy rozdział transatlantyckiego ewangelikalizmu i zmusiło brytyjski ewangelikalizm do nowego zdefiniowania swojej tożsamości .
W 1959 roku bp Hugh Gough, oceniając wszystkie dotychczasowe krucjaty Grahama w Wielkiej Brytanii powiedział, że Brytyjczycy rozminęli się z tym, do czego Bóg ich wzywał. „Wielu w kościele wątpiło, a nawet opierało się i w rezultacie obawiam się, że następujące słowa muszą być wypowiedziane o tym kraju – Nie rozpoznałeś czasu swego nawiedzenia”.